# Жингов бряст
„Жингов бряст“ (името се среща и като Жинков бряст) е защитена местност в землището на село Гайтаниново, община Хаджидимово, България. Защитената местност е обявена със заповед на Комитета за опазване на природната среда на 8 юни 2012 година.

## Биологично разнообразие
Защитената местност е създадена с цел опазване на кристална ричия, еднодомна мания, триделна мания, славянско котенце, паяковидна пчелица, обикновен анакамптис, пурпурен салеп, тризъбест салеп и обикновен салеп, както и местообитанието им на площ от 11,67 хектара.